# Cooköarna i olympiska sommarspelen 1988
Cooköarna deltog i de olympiska sommarspelen 1988 med en trupp bestående av sju deltagare, sex män och en kvinna, men ingen av landets deltagare erövrade någon medalj.

## Boxning
| Zekaria Williams | Flugvikt   | Timofei Skriabin (URS) L 0:5 | Gick inte vidare           | Gick inte vidare         | Gick inte vidare | Gick inte vidare | Gick inte vidare | Gick inte vidare | Gick inte vidare | Gick inte vidare |
| Richard Pittman  | Fjädervikt |                              | Dumsane Mabuza (SWZ) W 4:1 | Jacov Shmuel (ISR) L 5:0 | Gick inte vidare | Gick inte vidare | Gick inte vidare |                  |                  |                  |
| Terepai Maea     | Lättvikt   |                              | Mark Kennedy (JAM) L RSCO  | Gick inte vidare         | Gick inte vidare | Gick inte vidare | Gick inte vidare |                  |                  |                  |

## Friidrott
Herrar
| Idrottare       | Gren                | Heat    | Heat      | Semifinal        | Semifinal        | Final            | Final            |
| Idrottare       | Gren                | Tid     | Placering | Tid              | Placering        | Tid              | Placering        |
| --------------- | ------------------- | ------- | --------- | ---------------- | ---------------- | ---------------- | ---------------- |
| William Taramai | Herrarnas 400 meter | DNS     | -         | Gick inte vidare | Gick inte vidare | Gick inte vidare | Gick inte vidare |
| William Taramai | Herrarnas 800 meter | 1:58,80 | 67        | Gick inte vidare | Gick inte vidare | Gick inte vidare | Gick inte vidare |

Damer
| Idrottare    | Gren               | Heat  | Heat      | Semifinal        | Semifinal        | Final            | Final            |
| Idrottare    | Gren               | Tid   | Placering | Tid              | Placering        | Tid              | Placering        |
| ------------ | ------------------ | ----- | --------- | ---------------- | ---------------- | ---------------- | ---------------- |
| Erin Tierney | Damernas 100 meter | 12,52 | 60        | Gick inte vidare | Gick inte vidare | Gick inte vidare | Gick inte vidare |
| Erin Tierney | Damernas 200 meter | 26,16 | 56        | Gick inte vidare | Gick inte vidare | Gick inte vidare | Gick inte vidare |
| Erin Tierney | Damernas längdhopp | DNS   |           |                  |                  | Gick inte vidare | Gick inte vidare |